# Stictoptera semialba
Stictoptera semialba là một loài bướm đêm trong họ Noctuidae.